# Rue du Pont-Saint-Pierre
Pour les articles homonymes, voir Rue du Pont et Pont Saint-Pierre.
La rue du Pont-Saint-Pierre (en occitan : carrièra del Pont de Sant Pèire) est une voie de Toulouse, chef-lieu de la région Occitanie, dans le Midi de la France.

## Situation et accès

### Description
La rue du Pont-Saint-Pierre est une voie publique. Elle se trouve dans le quartier Saint-Cyprien. 
Elle est longue de 390 mètres.
La chaussée compte une voie de circulation automobile dans chaque sens, bordée d'une bande cyclable dans chaque sens également. Elle est définie comme une zone de rencontre et la vitesse y est limitée à 20 km/h.

### Voies rencontrées
La rue du Pont-Saint-Pierre rencontre les voies suivantes, dans l'ordre des numéros croissants (« g » indique que la rue se situe à gauche, « d » à droite) :
1. Place intérieure Saint-Cyprien
2. Rue Réclusane
3. Place de l'Estrapade (d)
4. Rue Piquemil (g)
5. Rue Amparo-Poch-y-Gascón (g)
6. Rue de l'Amiral-Galache (d)
7. Allée des Professeurs-Pontonnier (g)
8. Rue Quilméry (d)
9. Rue Arnaud-Baric (d)
10. Place Bernard-Lange - accès piéton (d)
11. Pont Saint-Pierre

### Transports
La rue du Pont-Saint-Pierre n'est pas directement desservie par les transports en commun Tisséo. Elle débouche cependant, au sud, sur la place intérieure Saint-Cyprien, où se trouvent la station Saint-Cyprien – République, sur la ligne de métro , et les arrêts des lignes de bus 131466, et des allées Charles-de-Fitte, où sont les arrêts de la ligne de bus 45. La rue du Pont-Saint-Pierre aboutit au nord, par le pont Saint-Pierre, à la place du même nom, traversée par la navette Ville.
Il existe plusieurs stations de vélos en libre-service VélôToulouse à proximité de la rue du Pont-Saint-Pierre  : les stations no 77 (2 place intérieure Saint-Cyprien), no 78 (14 place intérieure Saint-Cyprien) et no 79 (1 place Bernard-Lange).

## Odonymie
La rue, percée pour donner accès au pont Saint-Pierre, construit entre 1849 et 1852, en porte naturellement le nom. Il est remarquable cependant qu'il fasse référence à l'église Saint-Pierre-des-Cuisines qui ne se trouve pas dans la rue, mais de l'autre côté de la Garonne (actuel no 12 rue de la Boule).

## Histoire
Durant l'été 2022, la rue est rendue piétonne entre la rue Arnaud-Baric et le pont Saint-Pierre dans le cadre de la piétonnisation provisoire de ce pont.

## Patrimoine et lieux d'intérêt

### Immeuble
- no  16 : immeuble. 
L'immeuble, de style néo-classique, est construit vers 1850. Il s'élève sur un étage et un comble à surcroît. Aux 1er et 2e étages, les fenêtres ont des balconnets dotés de garde-corps[4].